# Hexe Hillary geht in die Oper
Hexe Hillary geht in die Oper ist ein Stück für Kinder von Peter Lund und wurde am 19. März 1997 an der Neuköllner Oper uraufgeführt.

## Handlung
Das Stück handelt von einer kleinen Hexe Hillary, die alleine mit ihrer Maus Wühly lebt und im Radio Freikarten für die Oper gewonnen hat. Da sie nicht weiß, was „Oper“ bedeutet, schlägt sie im Lexikon nach, wo sie erfährt, dass Oper „wo die Menschen immer nur singen“ bedeutet. Sie interpretiert diesen vermeintlichen Singzwang als einen interessanten und witzigen Singfluch, den sie selbst auch hexen können möchte. Also hext sie sich die berühmte Hexe und Sängerin Maria Bellacanta herbei, die sie dann in die Welt der Oper einführt, indem sie einige Arien ansingt und Hillary die Angst vor der Kunstform Oper nimmt.

## Zum Stück
Kinder sollen durch das Stück mit seinen Ausschnitten aus der Zauberflöte und anderen Opern – wie Hillary – an das Genre Oper herangeführt werden. Die neugierige, alles hinterfragende Hillary dient im Stück als Identifikationsfigur für Kinder, während Bellacanta die Rolle der scheinbar alles besser wissenden Erwachsenen übernimmt. In der Regel werden die Darstellerinnen von einem Pianisten begleitet. Lund hat das mit leichter Hand geschriebene Stück eher als Textgrundlage für unterschiedlichste Inszenierungsmöglichkeiten geschrieben. So kann es mit einer Schauspielerin für Hillary, einer Sängerin für Bellacanta und einem Puppenspieler für Wühly besetzt werden oder auch als Einpersonenstück herauskommen, wie z. B. in der Spielzeit 2000/01 am Opernhaus Halle.

## Wirkung
Aufgrund der kleinen Besetzung, des geringen technischen Aufwands und der seltenen spartenübergreifenden Mischform (Dialoge und Gesang) wurde das Stück mittlerweile an fast allen deutschen Opern- und Mehrspartenhäusern gespielt und hält sich meist über längere Zeit im Spielplan. In Österreich wurde Hexe Hillary geht in die Oper ab der Spielzeit 2002 am Landestheater Linz in einer erweiterten Fassung von Kay Link gespielt, in der weitere Musiknummern hinzugezogen wurden, sich die Figur von Wühly durchs ganze Stück zog, unter anderem der Komplex „Hosenrolle“ mit Beispielen aus Die Hochzeit des Figaro und Hänsel und Gretel erklärt und die Kinder zum Mitsingen angeregt wurden.

## Uraufführung
Hexe Hillary geht in die Oper wurde am 19. März 1997 mit Ilka Sehnert als Maria Bellacanta und Ralf Lücke als Hexe Hillary an der Neuköllner Oper uraufgeführt.

## Weitere Inszenierungen

### In Deutschland(Auswahl)
- 2001 und 2003: Opernhaus Halle, Spielzeiten 2001/2002 und 2003/2004, Regie: Klaus Froboese[2]
- 2005: Opernhaus des Landestheaters Magdeburg (in Kooperation mit dem Puppentheater Magdeburg), Premiere: 21. Februar 2005, Regie: Wolfgang Krause Zwieback, mit: Susanne Sogaard, Andrea Thelemann; Alexander Szallies[3]
- 2006: Staatstheater Nürnberg, Dezember 2006, Inszenierung: Rebekka Stanzel, mit: Nicoletta Radu, Melanie Hirsch, Katrin Griesser, Bettina Schönenberg, Annemarie Herfurth, Michael Dudek, Anna Buschke[4]
- 2007: Saarländisches Staatstheater Saarbrücken, Frühjahr 2007 (Wiederaufnahme am 10. Januar 2008), Inszenierung: Annette Radenheimer, mit Sue Lehmann (Hexe Hillary) und Judith Heinen (Maria Bellacanta),[5]
- 2008: Kammeroper Köln, 2008 bis 2010, Inszenierung: Bianca Sue Henne, mit Marlene Zilias und Sabine Laubach (Hexe Hillary) und Denise Seyhan und Franziska Hösli (Maria Bellacanta)[6]
- 2008: Apollo Theater Siegen, Premiere: 27. Januar 2008, Inszenierung: Svenja Tiedt, mit Désirée Ziechner (Hexe Hillary) und Wiebke Huhs (Maria Bellacanta)[7]
- 2008: Opernhaus Düsseldorf / Deutsche Oper am Rhein Düsseldorf-Duisburg, Spielzeit 2008/2009, Regie: Maria Paola Viano[8]
- 2009: Deutsche Oper am Rhein Duisburg (Opernfoyer), 26. September bis 10. Oktober 2009, mit Merle Hoch als Hexe Hillary[9]
- 2010: Landestheater Niederbayern Landshut/Passau/Straubing, 2010/11, Inszenierung: Sebastian Kerssenbrock[10]
- 2010: Theater Regensburg (Theater am Bismarckplatz), Oktober 2010 bis Februar 2011, Inszenierung: Doris Buske, mit Bettina Schönenberg (Hexe Hillary) und Ruth Müller (Maria Bellacanta)[11]
- 2011: Theater Vorpommern (Theater mobil), März/April 2011, Inszenierung: Henriette Sehmsdorf, mit Grian Duesberg (Hexe Hillary) und Doris Hädrich (Maria Bellacanta)[12]
- 2013: Musik&Kunst-Schule Bruchsal (Opernstudio) on Road, 22. September bis 20. Oktober 2013[13]
- 2013: Theater Erfurt, Premiere: 6. März 2013, Inszenierung: Eva-Maria Abelein[14]
- 2013: Theater Osnabrück (Theater am Domhof/Oberes Foyer), Premiere: 9. März 2013, Inszenierung Elmar Supp, mit Lieko Schulze (Maria Bellacanta) und Neele Kramer (Hexe Hillary)[15]
- 2013: Volkstheater Rostock (Ateliertheater), 7. August bis 30. September 2013, Inszenierung: Babette Bartz, mit Theresa Grabner (Maria Bellacanta) und Sonja Dengle (Hexe Hillary)[16]
- 2014: Landestheater Altenburg, 28. Januar bis 27. Februar und ab April 2014, Inszenierung: Cornelia Poppe, mit Sabine Schramm (Hexe Hillary) und Theresa Dittmar (Maria Bellacanta)[17]
- 2014: Pfalztheater Kaiserslautern (Werkstattbühne), Wiederaufnahme am 8. Februar bis 24. Mai 2014, Inszenierung: Anna Port, mit Annalena Loretta Müller (Hexe Hillary) und Monika Hügel (Maria Bellacanta)[18]
- 2014: Kinderoper Köln, Premiere: 21. November 2014, Regisseurin: Eicke Ecker, mit Judith Thielsen (Hexe Hillary) und Karola Pavona (Maria Bellacanta)
- 2015: Wanderoper Brandenburg (Juni 2015) und in Neuenhagen (September 2015), Tournee mit Marie Theres Schwinns (Hexe Hillary) und Antonia Feuerstein (Maria Bellacanta)
- 2015: Wiesbadener Theater-Studio, Premiere: 20. September 2015, Regie von Sophie Pompe, mit Irina Ries (Hexe Hillary) und Radoslava Vorgic (Maria Bellacanta)

### Außerhalb von Deutschland(Auswahl)
- 2002: Landestheater Linz, Inszenierung: Kay Link[19]
- 2005: Slowenisches Nationaltheater Maribor (als „Čarovnica Hillary gre v opero“), Premiere: 16. September 2005, Regie: Branka Nikl Klampfer, mit Mateja Pucko und Alenka Cilenšek[20]
- 2013: Opernhaus Zürich (Studiobühne), 5. Oktober 2013 bis 11. Mai 2014, Regie: Anja Horst, mit Nicole Tobler (Hexe Hillary) und Susanne Grosssteiner (Maria Bellacanta)[21]
- 2015: Grand Théâtre de Genève, 5. bis 8. März 2015, Regie: Maria Paola Viano, mit Maureen Béguin (Hexe Hillary) und Marion Jacquemet (Maria Bellacanta)[22]